# Filet

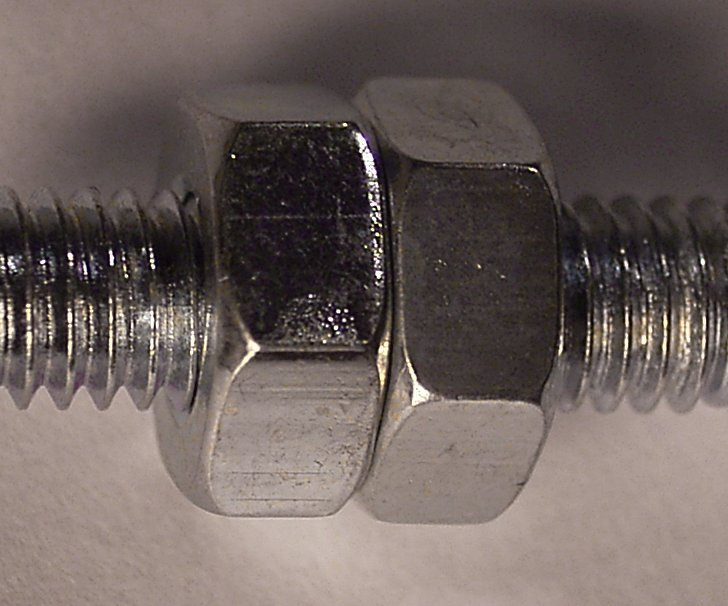
Filet cilindric

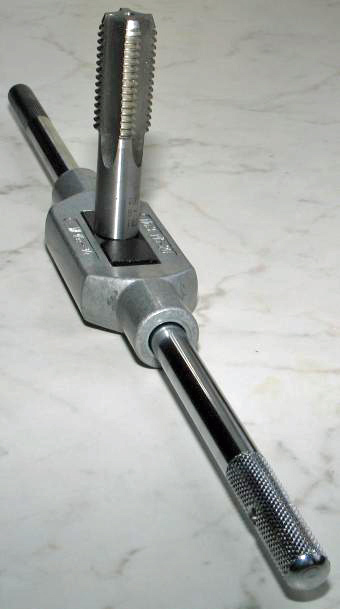
Porttarod cu tarod

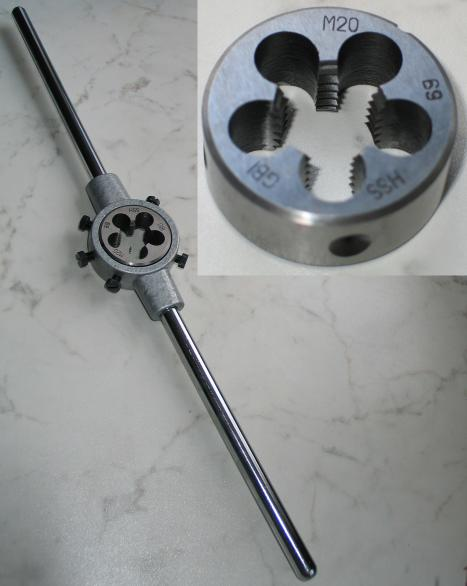
Portfilieră cu filieră

Filetul este o nervură elicoidală dispusă pe o suprafață cilindrică sau conică. În cazul șuruburilor această suprafață este exterioară, iar în cazul piulițelor ea este interioară. Există și un caz particular de filet când o spirală este dispusă pe o suprafață plană.

## Clasificarea filetelor
- după numărul de începuturi
  - filete cu un început
  - filete cu două sau cu mai multe începuturi
- după profilul filetului
  - filete cu profil triunghiular
    - filete metrice
    - filete măsurate în inci (țoli)

  - filete cu profil pătrat
  - filete cu profil trapezoidal
  - filete cu profil semirotund (Edison)
  - filete cu profil ferăstrău
- după sensul de înfășurare al elicei
  - filete pe dreapta
  - filete pe stânga
- după forma piesei filetate
  - filete cilindrice
  - filete conice
  - filete plane
- după mărimea pasului
  - filete cu pas normal
  - filete cu pas fin

## Prelucrarea manuală a filetelor interioare.
Se realizează folosind un tarod prins într-o manivelă pentru tarozi (vezi imaginea alăturată).

## Prelucrarea manuală a filetelor exterioare
Se realizează folosind o filieră prinsă într-o portfilieră (vezi imaginea alăturată).